# 卡捷林卡
47°55′43″N 30°47′44″E / 47.92861°N 30.79556°E
卡捷林卡（烏克蘭語：Катеринка）是位於烏克蘭南部的村莊，由尼古拉耶夫州的五一城區負責管轄。該村始建1500年，面積0.002平方公里，海拔高度77米，2001年人口967，人口密度每平方公里483,500人。